# Felipe Buffoni
Felipe Buffoni – piłkarz urugwajski, napastnik.
Jako piłkarz klubu Montevideo Wanderers wziął udział w turnieju Copa América 1922, gdzie Urugwaj zajął trzecie miejsce. Buffoni zagrał w trzech meczach - z Chile, Argentyną (zdobył zwycięską bramkę) i Paragwajem.
Buffoni od 1 października 1916 roku do 22 lipca 1923 roku rozegrał w reprezentacji Urugwaju 5 meczów i zdobył 7 bramek.
Grając w klubie Wanderers Buffoni zdobył 56 bramek i zajmuje obecnie 11. miejsce w tabeli wszech czasów klubu.